# L'Energia (Palafrugell)
L'Energia és una obra amb elements eclèctics i modernistes de Palafrugell (Baix Empordà) protegida com a Bé Cultural d'Interès Local.

## Descripció
Edifici industrial destinat als mecanismes del servei elèctric de la població situat a l'extrem nord d'una finca, la resta de la qual és un ampli pati amb una paret alta que fa de tanca i que té restes de decoració només al front del c/ de Pi i Margall. El conjunt edificat consta de dos immobles separats. El més gran, al costat de ponent, consta de dos sectors. L'edifici més occidental és de nau única, d'una planta de molta alçada per tal de poder allotjar la maquinària. La planta és rectangular, presenta grans finestrals d'arc escarser amb reixes de forja ornades amb motius florals. La façana principal que dona al pati està coronada per un capcer rectangular decorat amb faixes ressaltades. La coberta és a doble vessant sobre estructura metàl·lica. L'altre sector és de dues plantes amb finestres rectangulars, les del primer pis geminades per un pilar. L'edifici presenta un remat de barana, elements decoratius de rajola vidriada i terrassa superior. La construcció de més a llevant és una gran nau de planta rectangular, obertures d'arc escarser i teulada a doble vessant.
L'actual edificació és fruit de diferents alteracions del projecte original. Aquest contempla un cos superior, una altra torre quadrangular amb prominent coberta de piràmide. Aquest element ha desaparegut, com la portalada de la tanca del pati i la porta de forja i fanals decorats. De fet, l'únic sector edificat que manté la seva imatge original és la gran nau que ocupa l'extrem oest del conjunt.

## Història
El projecte és signat per l'arquitecte Pere Domènech i la sol·licitud d'obra per Leopold GIL i LLOPART, de Barcelona que figura com a propietari.